# Skylight
Skylight, portato in scena in Italia con il titolo Il cielo sopra il letto, è un'opera teatrale del drammaturgo britannico David Hare, debuttata al Royal National Theatre di Londra nel 1995. 

## Trama
L'insegnante Kyra Hollis riceve una visita nella sua casa ad Est di Londra da Edward Sergeant e, successivamente, da suo padre Tom Sergeant. Kyra aveva vissuto per un periodo dai Sergeant alcuni anni prima, ma se ne era andata quando la moglie di Tom, recentemente morta di cancro, aveva scoperto della relazione tra la ragazza ed il marito. Edward accusa Kyra, che considerava una sorella maggiore, di averlo abbandonato e vuole scoprire il motivo.
Dopo che Edward se n'è andato, Tom viene in visita Kyra, deride la sua povertà e la considera una sorta di auto-punizione che la ragazza di autoimpone. Dopo che Kyra ha cucinato gli spaghetti, i due cominciano a ricordare la loro relazione e diventa evidente che l'impasse può essere superato solo se uno dei due rinuncia ai suoi pregiudizi sull'altro.

## Produzioni
Skylight debuttò al National Theatre di Londra nel maggio 1995, con la regia di Richard Eyre e Michael Gambon e Lia Williams nei ruoli di Tom e Kyra. La produzione andò in scena l'anno successivo al Wyndham's Theatre del West End londinese e vinse il Laurence Olivier Award alla migliore nuova opera teatrale. Dal settembre al dicembre 1996 la produzione andò in scena anche a Broadway, con Gambon e Williams ancora nei ruoli dei due protagonisti.
Dal 30 giugno all'11 ottobre 1997 la pièce tornò in scena a Londra, al Vaudeville Theatre, con Bill Nighy nel ruolo di Tom e Stella Gonet in quello di Kyra. Nighy tornò ad interpretare Tom in un revival londinese diretto da Stephen Daldry in scena al Wyndham's Theatre, con Carey Mulligan (Kyra) e Matthew Beard (Edward). La produzione andò in scena anche a Broadway, dove vinse il Tony Award al miglior revival di un'opera teatrale.
La prima italiana è avvenuta l'11 marzo 1998 al Teatro dei Satiri di Roma, con la traduzione e regia di Luca Barbareschi, che interpretava anche Tom; Lucrezia Lante della Rovere interpretava Kyra e Riccardo Salerno ricopriva il ruolo di Edward. La messa in scena fu portata in tournée nei maggiori teatrali italiani, tra cui il Teatro Manzoni di Milano nel febbraio 1999. La produzione di Barbareschi è stata riproposto al Teatro Eliseo di Roma dal 17 dicembre 2019 al 5 gennaio 2020, ancora una volta con Barbareschi nel ruolo di Tom e Lante della Rovere in quello di Kyra; il ruolo di Tom era invece interpretato da Paolo Marconi.